# Pont romain de Lurs
Pour les articles homonymes, voir Pont romain (homonymie).
Le pont dit pont romain de Lurs, ou de Ganagobie, ou du ravin du Buès, ou anciennement « pont de la Mort de l'Homme,, », est un pont en maçonnerie situé sur la limite entre les communes de Lurs et de Ganagobie« Pont romain sur le ravin du Buès », sur Structurae. , dans les Alpes-de-Haute-Provence. Il est parmi les plus remarquables de France, surtout par son ancienneté.

## Histoire
Le pont est construit pour donner passage à la voie Domitienne, entre Segustero (Sisteron) et Alaunium (chapelle Notre-Dame-des-Anges de Lurs), peu avant le point où elle quittait la vallée de la Durance pour se diriger vers Apta Julia, à un endroit où le torrent du Buès conflue avec la Durance et crée un petit marécage. Ce torrent peut en outre être très violent et coupait régulièrement la voie (Strabon). La voie Domitienne quitte donc la vallée de la Durance pour passer le Buès 300 m en amont du tracé direct. Il a été construit au début du IIe siècle de notre ère, entre le règne de l'empereur Hadrien qui a visité la Gaule avec des ingénieurs, entre 121-122, pour améliorer le réseau routier, et celui d'Antonin le Pieux, qui a continué les travaux sur la voie Domitienne entre 141 et 145 ap. J.-C. comme le montrent les nombreux milliaires découverts en Provence et en Languedoc,,. Sa construction nécessite le creusement de voies d’accès amont et aval en corniche.
La route royale (par la suite route nationale 96) l’empruntait jusqu’au milieu du XIXe siècle et la construction d’un remblai franchissant la zone marécageuse ; il n’est actuellement utilisé que par une route d’accès secondaire à Lurs. Ignoré, il est identifié comme pont antique et dégagé par l’historien Guy Barruol lors d’une campagne de prospection en 1963.

## Description
Sa structure est quasi identique à celle de nombreux autres ponts de la même époque, notamment un pont conservé au Pouzin (Ardèche), et plusieurs autres sur la Via Julia Augusta en Ligurie. C'est un pont en arc, comportant une seule arche. L'ouvrage est fondé sur des blocs en grand appareil utilisant le calcaire de Ganagobie. L'arche est en plein cintre. Elle est appareillée en double rouleau en partie inférieure puis continue en simple rouleau dans la partie centrale, cette partie étant issue d’une restauration. La culée sud est protégée, côté amont, par un mur de 5 m de long, et côté aval, par un mur long de 3,2 m. Les pierres des façades sont taillées en petit appareil régulier, dans du calcaire de Saint-Donat ; le tiers supérieur n’est pas antique, et utilise des pierres grossièrement taillées. À l'origine, le pont comportait un léger dos d'âne, et se prolongeait sur les deux rives avales par des rampes d'accès.
Sur un bloc d'angle en grand appareil de la culée nord, un phallus a été profondément gravé. Deux interprétations de ce signe peuvent être faites, :
- un emblème de force des carriers constructeurs,
- un signe apotropaïque destiné à éloigner le mal, et notamment protéger les passants.

Il a été maintes fois repris, et notamment rehaussé : ainsi, le tablier, les parties supérieures des façades et les parapets sont modernes,. Il a aujourd'hui 30 mètres de long, 6 de large, 10 de haut. Il a été classé monument historique le 1er octobre 1963.
Principales dimensions :
- longueur du parapet : 28,50 m
- ouverture entre culées : 7,8 m[9]
- rayon de l'arche : 3,90 m
- largeur du tablier : 6 m
- hauteur de la clé par rapport à la rivière : 7 m[9]

Quelques vues du pont.
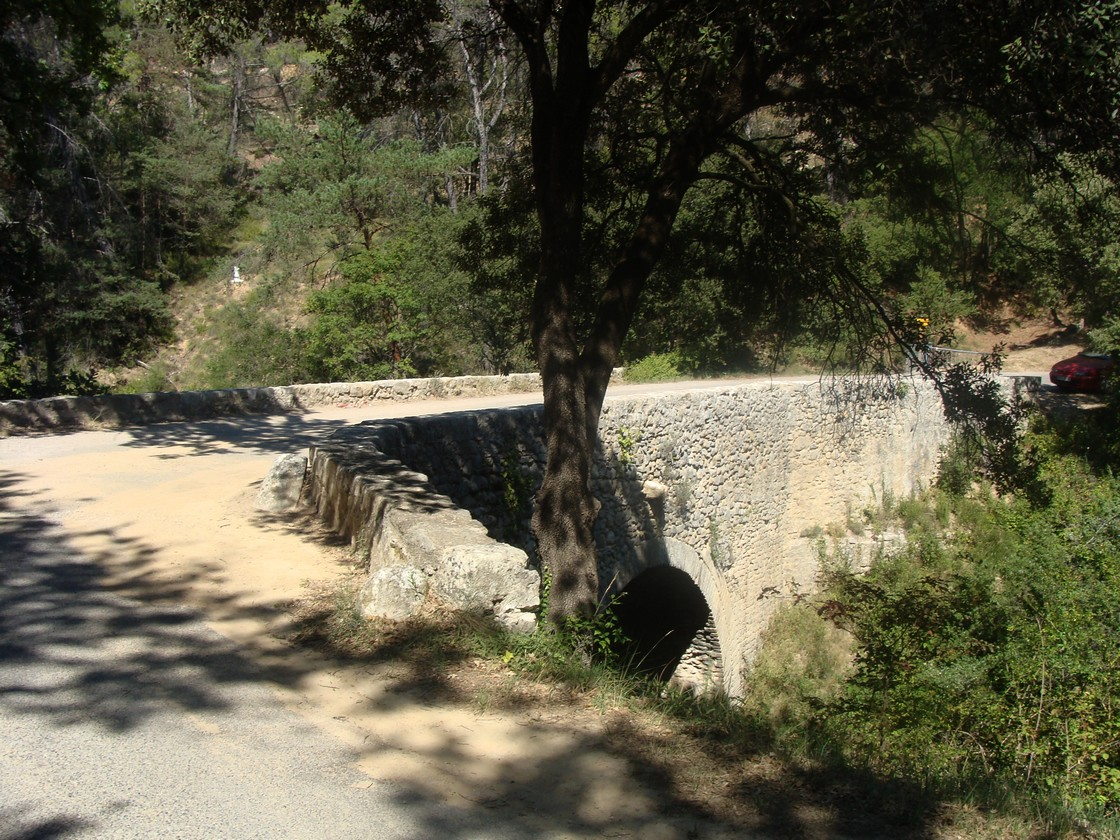
Vue d’ensemble du pont, franchi par la route actuelle.
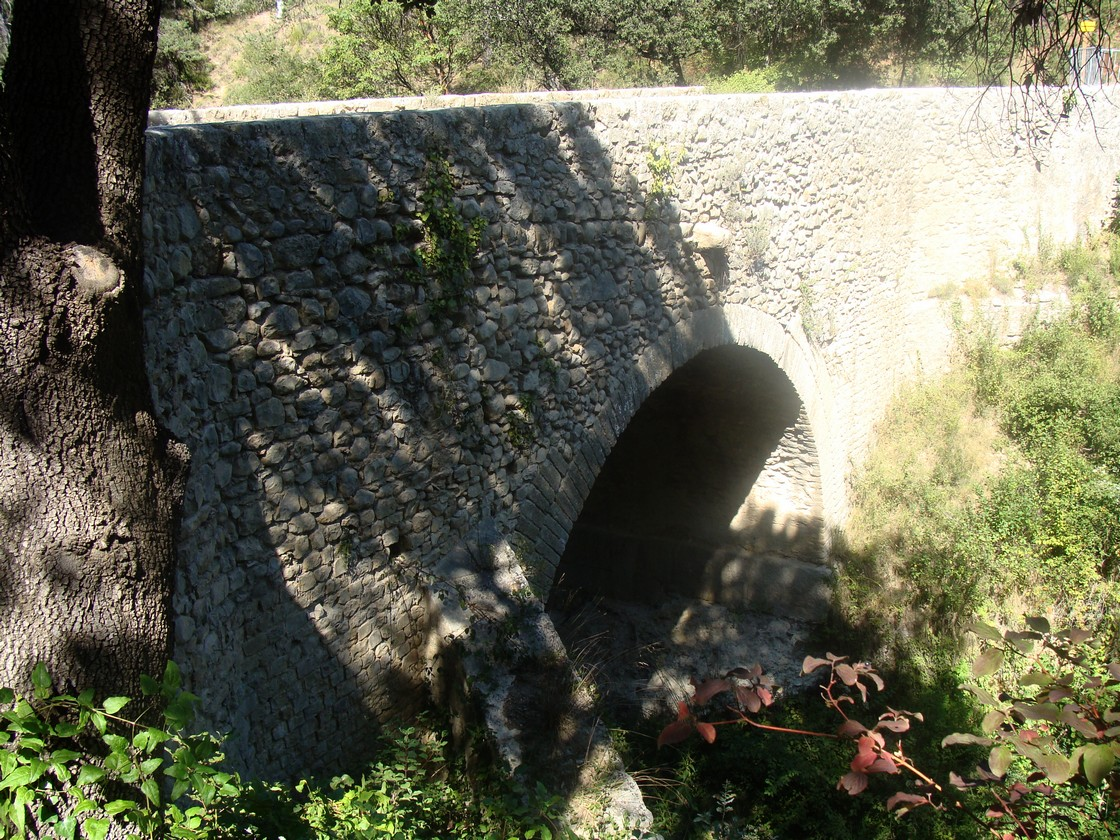
L’arche et le contrefort de la rive droite, côté aval.
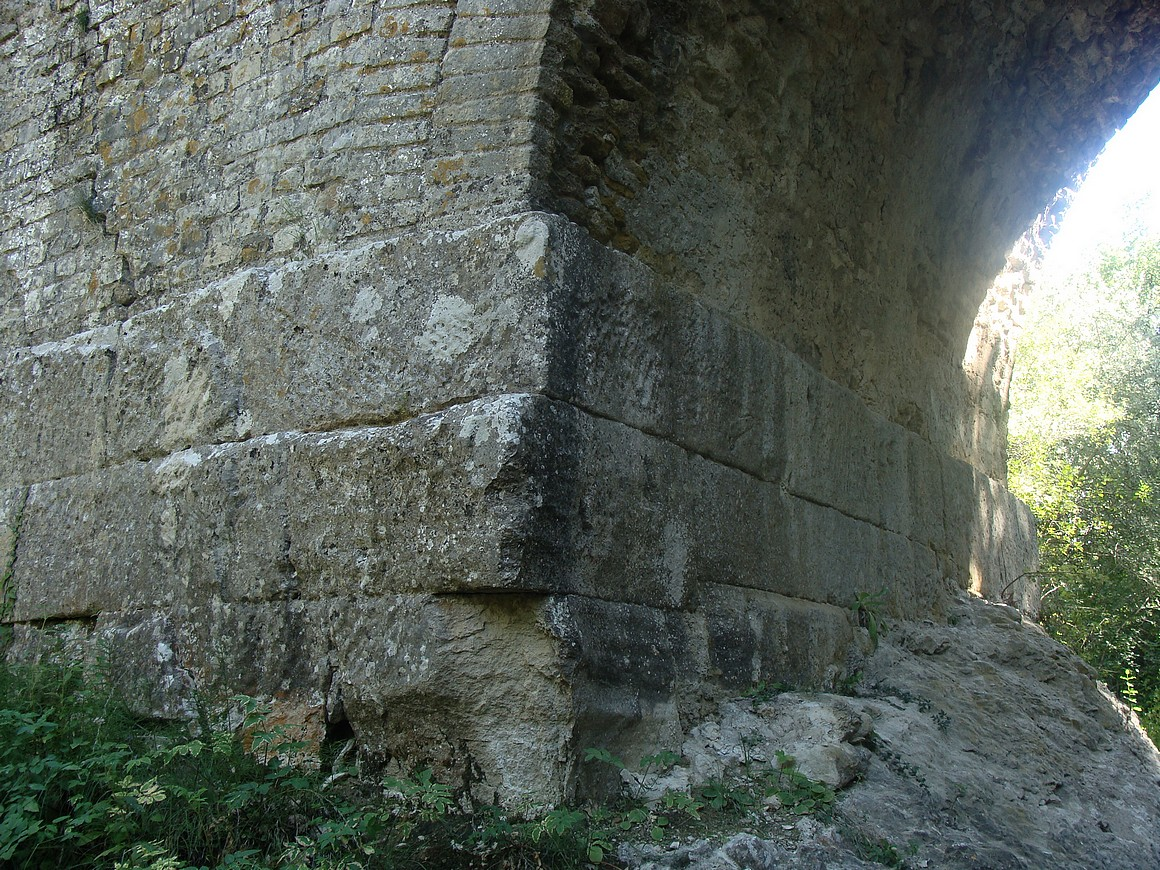
Détail de l’enrochement et double rouleau, rive gauche, côté amont.
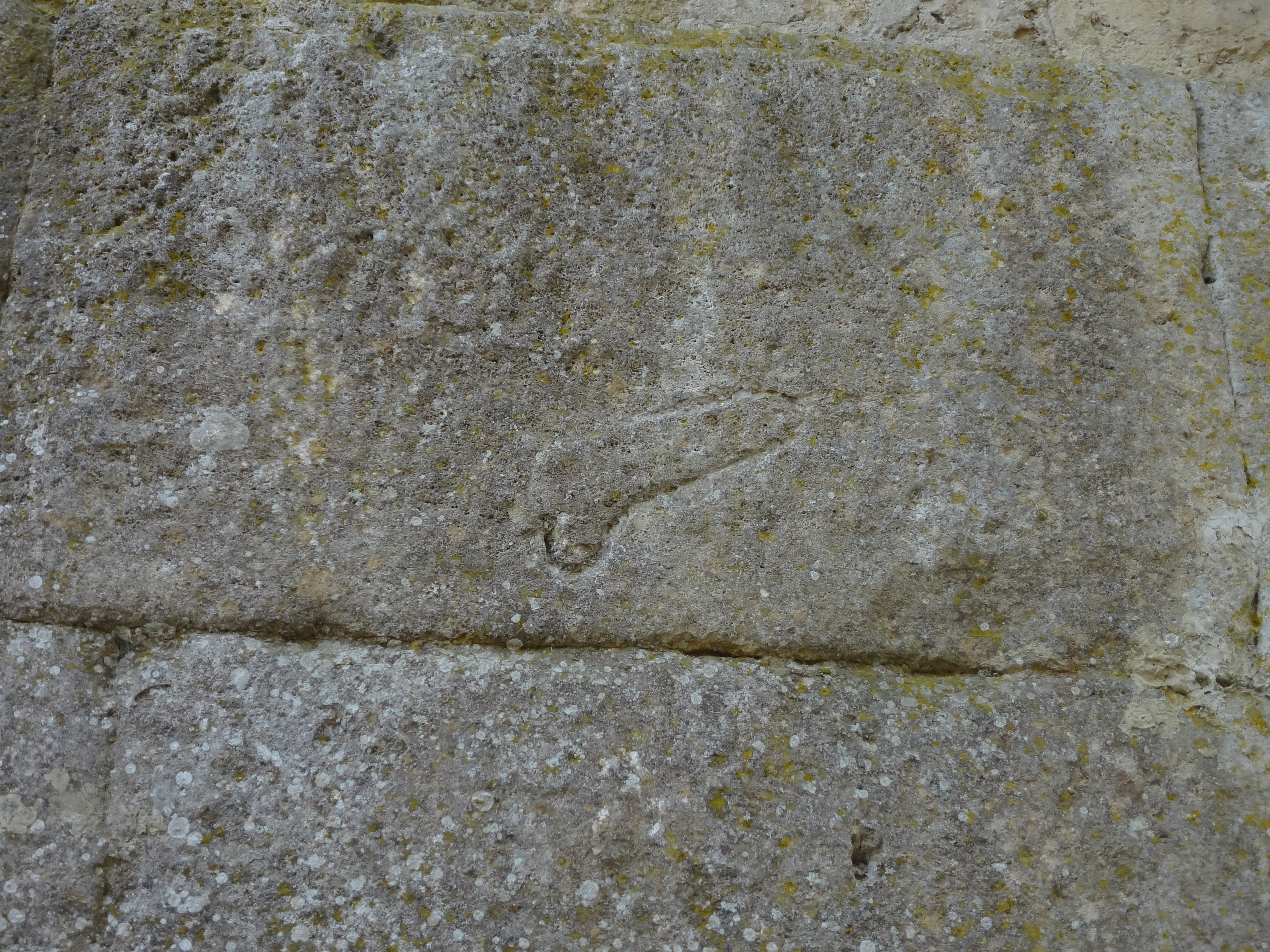
Détail de la gravure.